# Nandyal
Nandyal is een stad, mandal en gemeente in de Indiase deelstaat Andhra Pradesh. De stad is gelegen in het district Nandyal en heeft 151.771 inwoners (2001).

## Geografie
Nandyal ligt in het zuidwestelijke deel van Andhra Pradesh. De omgeving wordt begrensd door dichte wouden van de Erramala. De Kunderu-rivier, het Telugu Ganga-kanaal en het S.R.B.C.-kanaal stromen in de buurt van Nandyal en zorgen ervoor dat het land hier vruchtbaar is. De stad staat bekend om zijn hoge opbrengst aan linze.
De stad wordt omgeven door vele kleine dorpen. Nandyal is berucht om zijn slechte afwatering gedurende het regenseizoen. In juni 2007 kwamen delen van de stad onder water te staan na een tropische storm. Velen moesten geëvacueerd worden.

## Bezienswaardigheden
- Nandyal wordt omgeven door negen tempels die gewijd zijn aan Shiva, waarvan de bekendste die van Mahanandhi is.
- De tempel van Ahobilam, die gewijd is aan Narasimha is erg bekend in de omgeving en ligt in een bos, zo'n twee uur rijden vanaf Nandyal.
- De in de omgeving gelegen grotten van Belum zijn een toeristische attractie.

## Kiesdistrict
Het kiesdistrict van Nandyal is uniek in India, omdat het als enige kiesdistrict een president en een premier heeft voortgebracht, respectievelijk de president Neelam Sanjiva Reddy en de premier Narasimha Rao. Beiden komen echter niet uit de stad zelf.